# Windsor Terrace (Brooklyn)
Windsor Terrace (prononcé en anglo-américain : [ˈwɪndzɚˌterəs]) est un petit quartier résidentiel situé dans la partie centrale de l'arrondissement new-yorkais de Brooklyn. Il est délimité par Prospect Park à l'est et au nord-est, Park Slope à Prospect Park West, le cimetière de Green-Wood et Borough Park à McDonald Avenue au nord-ouest, à l'ouest et au sud-ouest, et Kensington à Caton Avenue au sud. Au recensement des États-Unis de 2010, Windsor Terrace comptait 20 988 habitants pour une superficie d'1,3 km2.
Windsor Terrace fait partie du Brooklyn Community District 7 et ses principaux codes postaux sont 11215 et 11218.  Il est patrouillé par le 72e arrondissement du département de police de New York. Les services d'incendie sont fournis par la 240e Compagnie véhiculée/48e bataillon  des sapeurs-pompiers de la ville de New York D'un point de vue administratif, Windsor Terrace est représenté par les 38e et 39e districts du conseil municipal de New York.

## Historique

### Des terres autochtones aux propriétés agraires de Vanderbilt
Avant l'arrivée des Européens dans le Nouveau Monde, la zone connue de nos jours sous le nom de Windsor Terrace était habitée par les autochtones canarsie. Plus précisément, les tribus Gowanus et Werpos habitaient les environs.  Le terrain, qui se trouve alors à l'extrême nord-ouest de la ville de Flatbush, est acheté en guise de ferme par John Vanderbilt. 
Certaines parties du terrain sont à l'époque également entretenues par la famille Martense, qui posséderont des terres dans la région jusqu'en 1895. Cette zone est convoitée en raison de sa proximité avec le centre-ville de Brooklyn, ainsi que de la construction récente de la Coney Island Plank Road traversant la zone et le paisible cimetière Green-Wood au sud-ouest. Après la mort de Vanderbilt, son domaine est scindé en deux.

### 1849-1900: de la vente de lotissements à la création d'un quartier.
Les terres de Vanderbilt sont vendues à William Bell, un promoteur immobilier, en 1849,. Bell fractionne la propriété en 47 terrains constructibles et, contrairement à certains autres promoteurs de la région, il réussit  à les vendre assez rapidement. Bell renomme ensuite la zone d'après l'un des nombreux lieux-dits Windsor que l'on trouve en Angleterre. Bell vend une partie du terrain à Edward Belknap en 1851, et Belknap construit ensuite  quatre rues qu'il démarque en 49 lotissements pour de futurs « Pleasant Cottages ». Le nouveau quartier  se voit incorporé sous le nom de Village of Windsor Terrace, qui se délimite alors par Church Avenue au sud, McDonald Avenue à l'ouest, la ligne urbaine Brooklyn-Flatbush au nord et Prospect Park Southwest et Coney Island Avenue à l'est. Le Brooklyn Daily Eagle est le premier à employer officiellement le nom de Windsor Terrace en mars 1854,. Vers 1856, Belknap perd sa terre à la suite d'une saisie de ses biens.
La zone était généralement convoitée en raison de son emplacement privilégié à l'extrême nord-ouest de la ville de Flatbush ; située à proximité de la ville de Brooklyn, mais suffisamment éloignée afin que les résidents de Windsor Terrace soient prêts à s'y installer pour son ambiance agréable de banlieue américaine ; et à distance de marche des lignes de tramway de Brooklyn Rapid Transit. Des quartiers supplémentaires se sont construits en 1862, alors que le village compte 30 habitants vivant dans douze maisons. Le village ne cesse de croître dans les années 1870, s’enorgueillissant d'une chapelle protestante en 1874, d'une école publique en 1876, et de son propre service d'incendie composé de volontaires en 1888. Le village reste rural jusque vers 1900, lorsque des maisons en rangée commencent à sortir de terre dans toute la région, dont les premières le long de Prospect Park Southwest.

### 1900-1930: l'essor des résidences et l'arrivée du métro

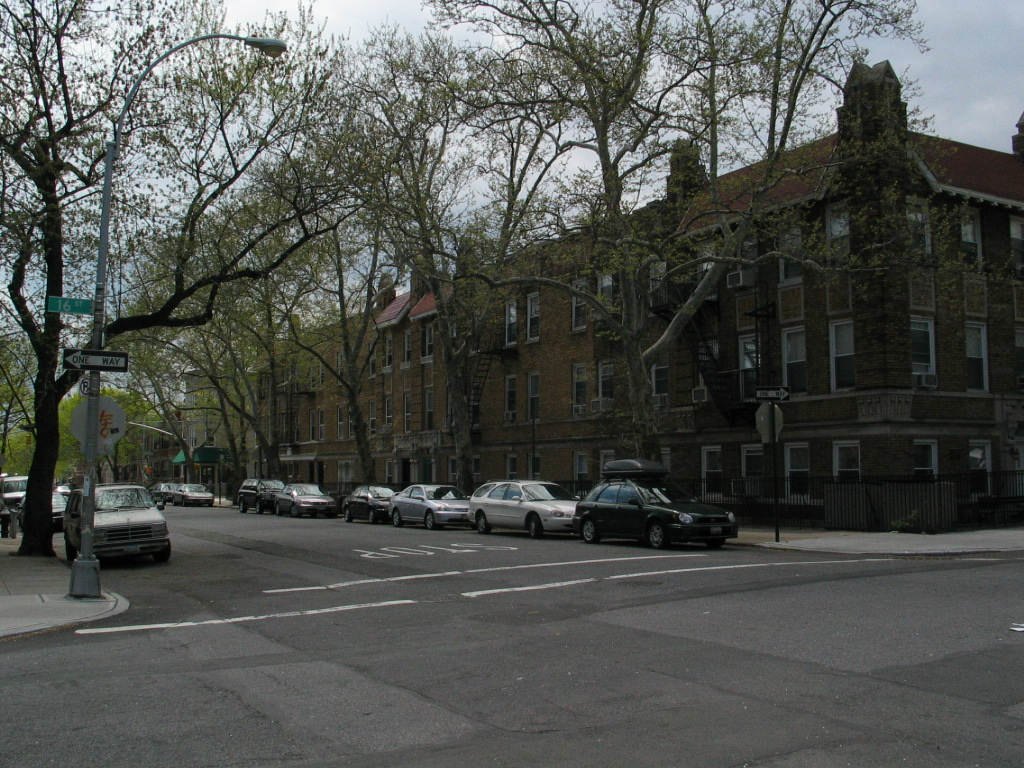
Rue résidentielle typique de Windsor Terrace

Au début du XXe siècle, le quartier poursuit son développement urbain qui connaîtra une certaine accélération dans les années 1920. Ce regain de vigueur immobilière s'explique par les rumeurs de quartier annonçant l'arrivée prochaine du réseau métropolitain new-yorkais. Résidences individuelles et maisons mitoyennes sont bâties en nombre ainsi que des commerces sur la 11e Avenue. Dans la foulée, deux bâtiments abritant des logements individuels seront érigés sur Prospect Avenue.:2–3  Parmi les derniers à emménager à Windsor Terrace, on compte de nombreux habitants d'origine irlandaise ; au XXIe siècle, les descendants de ces mêmes familles seront encore présents en nombre dans le quartier,. En 1933, l'arrivée de dessertes métropolitaines de l'Independent Subway System (IND) déclenche une nouvelle période d'engouement immobilier entraînant la construction massive d'appartements et d'immeubles afférents.

### Fin duXXesiècle: la gentrification en marche
Jusque dans les années 1960, le quartier de Windsor Terrace saura garder son ambiance paisible digne d'une petite ville périphérique, mis à part un trafic routier urbain en augmentation car alimenté par la construction de la portion autoroutière de Prospect. Dans les années 1980, le quartier se confrontera aux premières conséquences  d'un processus de gentrification des quartiers alentour, avec l'installation de nouvelles familles cherchant à fuir l'inflation des prix de l'immobilier des secteurs Brooklyn Heights et Park Slope,. Le vieux bâtiment cubique monumental de l'ancienne blanchisserie Pilgrim Laundry,, édifice en briques de l'époque victorienne situé à l'angle de Prospect Avenue et de Terrace Place, se voit rasé et remplacé par 17 maisons mitoyennes en 1983. Ces logements sont le fruit d'un partenariat financier privé-public et proposés aux habitants du quartier à la vente par tirage au sort. L'opération aura mis l'accent sur les besoins de Brooklyn en logements abordables, et à la fin des années 1980, le quartier est cadastré afin d'empêcher la construction d'immeubles de grande hauteur et ainsi conserver l'esprit de bourgade du quartier,. Néanmoins, le quartier se trouve à son tour touché par le processus de gentrification qui se poursuivra dans les années 2000.

## Cinéma et vidéoclip
- 1971 – Des scènes du film Desperate Characters, avec Shirley MacLaine, ont été tournées à Windsor Terrace[7],[23].
- 1975 – Le  film Un après-midi de chien, avec Al Pacino, a été tourné essentiellement à Prospect Park West entre les 17e et 18e rues à Windsor Terrace[12],[24].
- 1985 – The film Turk 182, des frères Hamill, présente des scènes tournées à Windsor Terrace[25].
- 1994 – La scène d'ouverture du film Angie, avec Geena Davis, est filmée à Fuller Place, dans le quartier de Windsor Terrace[12],[26]
- 1995 –  Les films de Wayne Wang et Paul Auster Smoke et Brooklyn Boogie ont été tournés dans l'ancien bureau de poste du quartier, à l'angle de la 16e rue et de Prospect Park West. Harvey Keitel, William Hurt, Madonna, Michael J. Fox, Lily Tomlin et d'autres acteurs et d'autres ont passé un certain temps à Windsor Terrace[16],[27].
- 1995 – En août, Alanis Morissette tourne le clip musical de Hand in My Pocket extrait de son album Jagged Little Pill  à Prospect Park West, entre Windsor Place et la 16e rue[27].
- 1997 – Pour le pire et pour le meilleur montre Jack Nicholson et Helen Hunt échanger des baisers et déambuler dans les rues de Prospect Park West  en passant devant les maisons alignées caractéristiques du quartier[28],[27],[12].  Le personnage campé par Helen Hunt vit à Howard Place, soit à une rue de Fuller Place où vivait le personnage interprété par Geena Davis dans Angie[16].
- 2000 – On aperçoit le Farrell's Bar & Grill dans le film Pollock d'Ed Harris[29],[12]
- 2012 – Le film The Amazing Spider-Man montre des scènes tournées à Fuller Place[30],[31].